# آتشین کپه‌ای
آتشین کپه‌ای، آتشین سرسان (نام علمی: Aethionema cephalanthum) نام یک گونه از سرده آتشین است. جنس یا سردهٔ آتشین در ایران ۱۱ گونه گیاه علفی یک ساله و چند ساله دارد. آتشین کپه‌ای یکی از این ۱۱ گونهٔ موجود در ایران است.